# Katha rungsi
Katha rungsi — вид метеликів родини Ведмедиці (Arctiidae). Метелик зустрічається в Марокко, Іспанії, Португалії, Італії, Греції.